# Angeborenes Glaukom
Das angeborene Glaukom (PCG) ist eine seltene Form eines Glaukomes, das durch eine Störung der embryonalen Entwicklung des Kammerwinkels zu einer Abflussstörung des Kammerwassers und damit zum Glaukom führt mit erhöhtem Augeninnendruck, Hydrophthalmus, Ödem und Trübung der Hornhaut (Buphthalmus) und Schädigung des Sehnervens.
Synonyme sind: Buphthalmie; Buphthalmus; Primäres kongenitales Glaukom; juveniles Glaukom; kongenitales Glaukom; englisch Primary congenital glaucoma; PCG; Trabeculodysgenesis, goniodysgenesis and primary infantile glaucoma

## Einteilung
Je nach dem Manifestationsalter werden folgende drei Varianten unterschieden:
- Neonatale Form beim Neugeborenen sofort oder kurz nach Geburt, schwerste Form
- Infantile Form beim Säugling und Kleinkind in den ersten 24 Lebensmonaten, häufigste Form
- Späte Form mit Diagnosestellung nach dem 2. Lebensjahr
- Spontan zum Stillstand kommende Form sehr selten, englisch spontaneously arrested PCG

## Verbreitung
Die Häufigkeit wird mit etwa 1 zu 10.000 bis 27.800 Geburten in Europa angegeben, die Vererbung erfolgt teilweise autosomal-rezessiv, meistens tritt es sporadisch auf. Es gibt auch autosomal-dominante Vererbung.
Das angeborene Glaukom macht weniger als 0,01 % der Augenerkrankungen aus, ist jedoch die häufigste Glaukomform bei Kindern und ursächlich für etwa 5 % kindlicher Erblindungen. In 65–80 % tritt es beidseits auf und ist dann oft unterschiedlich ausgeprägt. Das männliche Geschlecht ist häufiger betroffen.
Es besteht eine Assoziation mit Aniridie und dem Sturge-Weber-Syndrom.

## Ursache
Die Ursache ist noch weitgehend unklar, es scheint eine Abflussbehinderung des Kammerwassers im Winkel zwischen Iris und Cornea im Trabekelwerk vorzuliegen.
In den 10 bis 40 % familiärer Fälle wurden Mutationen in folgenden Genen identifiziert:
- GLC3A (Glaucoma 3A), Mutationen im CYP1B1-Gen auf Chromosom 2 Genort p22.2[7]
- GLC3B (Glaucoma 3B), Mutationen auf Chromosom 1 an p36.2–p36.1[8]
- GLC3C (Glaucoma 3C), Mutationen auf Chromosom 14 an q24.3[9]
- GLC3D (Glaucoma 3D), Mutationen im LTBP2-Gen auf Chromosom 14 an q24.2–q24.3 (nicht überlappend mit GLC3C)[10]
- GLC3E (Glaucoma 3E), Mutationen im TEK-Gen auf Chromosom 9 an p21.1[11]

## Klinische Erscheinungen
Klinische Kriterien sind:
- Manifestation meist im ersten Lebensjahr, mitunter bereits bei Geburt, aber auch erst im frühen Erwachsenenalter möglich
- Epiphora (Medizin) (Tränenträufeln)
- Blepharospasmus (Lidkrampf)
- Photophobie (Lichtscheu)

Dieser „Trias“ entsprechen rote, wässrige Augen, eingetrübte Hornhaut und vergrößerte Augen (Hydrophthalmus).

## Diagnose
Die Diagnose ergibt sich aus der augenärztlichen Untersuchung:
- vergrößerte, eingetrübte Hornhaut
- Haabsche Leisten (Haab-Striae) (Brüche in der Descemet-Membran)
- erhöhter Augeninnendruck (mehr als 20 mm Hg)
- tiefe vordere Augenkammer
- abnorm hohe Aufhängung der Iris
- in der Gonioskopie wenig entwickelter Sklera-Sporn
- Veränderungen der Papilla nervi optici (Sehnervenkopf)
- Kurzsichtigkeit und Astigmatismus (Hornhautverkrümmung)

Bei der Spontan zum Stillstand kommenden Form liegen Haab-Striae und Buphthalmus vor, jedoch kein erhöhter Augeninnendruck oder Hornhautödem.

## Differentialdiagnose
Abzugrenzen sind:
- Angeborenes Iriskolobom[13]
- Autosomal-rezessive Dysgenesie des vorderen Augensegmentes[14]
- Axenfeld-Anomalie[15]
- Bilaterale akute Depigmentierung der Iris[16]
- Familiäre progressive Netzhautdystrophie-Iriskolobom-kongenitale Katarakt-Syndrom[17]
- Hintere-polymorphe-Hornhautdystrophie
- Iridokorneales endotheliales Syndrom
- Isolierte Iridoschisis[18]
- Kongenitale Mikrokorie[19]
- Kongenitales Ektropion uveae[20]
- Megalokornea – Sphärophakie – sekundäres Glaukom[21]
- Mikrophthalmie
- Morbus Coats
- NDH Syndrom, Synonym: Neugeborenen-Diabetes – kongenitale Hypothyreose – kongenitales Glaukom – Leberfibrose – polyzystische Nieren[22]
- Peters-Anomalie
- Rieger-Syndrom
- X-chromosomale Retinoschisis

Bei rötlich-wässrigen Augen: Verlegung der Tränenwege, Konjunktivitis, Hornhautverletzung, Uveitis.
Bei eingetrübter oder ödematöser Hornhaut auch Geburtstrauma, Keratitis.

## Therapie
Unbehandelt führt das kongenitale Glaukom ausnahmslos zur Erblindung.
Die Behandlung erfolgt im Wesentlichen operativ. Einzelheiten siehe unter Glaukom-Operationen. Eine möglichst frühzeitige Behandlung ist zur Vermeidung von Sehschwäche, Narbenbildung in der Hornhaut und Kataraktentwicklung wichtig. Langfristig muss der Augeninnendruck kontrolliert werden.

## Prognose
Die Aussichten hängen vom Erkrankungsbeginn und der rechtzeitigen Diagnose ab. Bei den meisten erfolgreich als Kind behandelten Betroffenen sind Augeninnendruck, Sehnerv und Sehfeld bis ins Erwachsenenalter zufriedenstellend.